# 2013年美國南加州連續槍擊案
2013年美國南加州連續槍擊案發生在2013年2月3日開始，離職警察克里斯托弗·唐纳持槍連續殺害3人，死者包括1名警察。
克里斯托弗·唐纳曾在網路上威脅要殺害更多人，也曾寄包裹給CNN主播安德森·古柏，附上寫有「我從未說謊」的紙條、1張DVD和被子彈打穿的硬幣。

## 嫌犯
克里斯托弗·唐纳在美國海軍的陸岸單位服役，並被部署到巴林等地。曾獲國防服役獎章、伊拉克戰役獎章、全球反恐戰爭服務獎章、海軍服役獎章、海軍海外服役綬帶、美軍預備役獎章、步槍神槍手綬帶和手槍專家獎牌。

## 起因
克里斯多幅·杜納於2005年進入洛杉磯警察局任職。2008年9月4日，他提交了一份舉報同僚特麗莎·伊萬斯（Teresa Evans）不當使用暴力，攻擊已上銬嫌犯作為的報告，然而警方在調查後表示該指控不實，杜納也因而因作偽證而被解僱。